# Прокашёва, Людмила Вячеславовна
Людмила Вячеславовна Прокашёва (род. 23 января 1969, Павлодар, СССР) — казахстанская конькобежка. Бронзовый призёр Олимпийских игр 1998 года, 2-кратная призёр чемпионата мира, двукратный чемпион зимних Азиатских игр 1996 года, 3-кратная чемпионка СССР, чемпионка Казахстана в спринте, 7-кратная классическом в многоборье, 9-кратная на отдельных дистанциях. Участница 4-х Олимпийских игр (с 1992 по 2002 года).

## Биография
Людмила Прокашёва родилась в казахском городке Павлодаре. В третьем классе она вместе с подружками по школе пришла однажды на каток стадиона «Металлург», который расположен в центре города. Там проводились популярные традиционные детские соревнования на призы газеты «Советский спорт» … «Лёд надежды нашей". Там маленькую и очень худощавую девочку с тонкими рыжими косичками, приметили. 
Занялась конькобежным спортом в возрасте 11 лет в спортивной секции конькобежного спорта у тренера Бориса Петровича Андреенко. В 1987 году выиграла юниорский чемпионат Казахской ССР, а через год победила среди взрослых и участвовала впервые на чемпионате СССР. В 1990 году дебютировала на чемпионате Европы, заняв 7-е место в многоборье, и на чемпионате мира в Москве.
В последний год существования СССР Людмила выиграла чемпионат страны в многоборье, но на мировой чемпионат в Норвегию не поехала, потому что не включили в состав делегации её тренера Бориса Андреенко. За этот демарш её дисквалифицировали до конца сезона. В том же году она вышла замуж за своего тренера. Им обоим много раз предлагали переехать в Алма-Ату, на Урал и даже в Москву, но они были влюблены в свой родной Павлодар.
В сезоне 1991/92 дебютировала на Кубке мира, одержала победы на дистанциях 1500 и 3000 м на чемпионате СНГ и приняла участие на первых своих зимних Олимпийских играх в Альбервилле, где заняла лучшее 5-е место на дистанции 5000 м, 10-е места в забегах на 1500 и 3000 м, а также 31-е место на 500 м. На чемпионате мира в классическом многоборье в Херенвене заняла 4-е место.
В том же 1992 году на 1-м чемпионате Казахстана она выиграла на 4-х дистанциях, только на 500-метровке заняла 2-е место. В 1993 году Прокашёва стала 1-й в забеге на 1500 м на чемпионате Азии, выиграла многоборье на чемпионате Казахстана и заняла 10-е место в сумме многоборья на чемпионате мира в Берлине. В феврале 1994 года на чемпионате мира в Батте Людмила стала 9-й, а следом на зимних Олимпийских играх в Лиллехаммере заняла 4-е место в забеге на 3000 м и 6-е на 5000 м.
В 1995 году впервые в карьере завоевала серебряную медаль в сумме многоборья на чемпионате мира в Савалене. Через год на зимних Азиатских играх в Харбине выиграла две золотые медали на дистанциях 1500 и 3000 метров и установила рекорд Азии на 1500 метров, а также впервые выиграла чемпионат Казахстана в спринтерском многоборье. В марте на индивидуальном чемпионате мира в Хамаре выиграла бронзовую медаль в забеге на 3000 м.
В 1997 и 1998 годах Прокашёва попадала в шестёрку сильнейших на чемпионатах мира на дистанциях 3000 и 5000 м и в многоборье. На зимних Олимпийских играх в Нагано завоевала бронзовую медаль в забеге на 5000 м, установив олимпийский рекорд - 7:11,14 сек. На дистанции 1500 м заняла 11-е место, а на 3000 м стала 7-й. С 1999 по 2001 год включительно она не попадала в 10-ку на мировых первенствах, а на зимних Олимпийских играх в Солт-Лейк-Сити в 2002 году заняла только 16-е место в забеге на 3000 м и 28-е на 1000 м.
В свой последний сезон 2002/03 она участвовала на Кубке мира и на индивидуальном чемпионате мира в Берлине, где заняла 12-е место на дистанции 5000 м и 15-е на 3000 м. После чего завершила карьеру спортсменки.

## Личная жизнь
Людмила Прокашёва в 1990 году окончила Павлодарский государственный педагогический университет по специальности «Физическое воспитание». После ухода из спорта работала в УВД Павлограда инспектором по делам несовершеннолетних. Позже по службе занималась проведением аттестаций и проверкой физической подготовки спортсменов. Получила звание подполковника МВД Казахстана. Замужем за своим тренером Борисом Петровичем Андриенко. Живёт в родном Павлодаре. Работает в детской спортивной школе (ДЮСШ №1).

## Награды
- 2011 год - награждена орденом «Курмет» и медалью «Ерен еңбегі үшін» Указом Президента Республики Казахстан.
- 2011 год - Почётный гражданин Павлодарской области